# Cratere Kovalevskaya
Kovalevskaya è un grande cratere lunare di 113,71 km situato nella parte nord-orientale della faccia nascosta della Luna.
Il cratere è dedicato alla matematica russa Sof'ja Vasil'evna Kovalevskaja.

## Crateri correlati
Alcuni crateri minori situati in prossimità di Kovalevskaya sono convenzionalmente identificati, sulle mappe lunari, attraverso una lettera associata al nome.
| Kovalevskaya | Coordinate             | Diametro (in km) |
| ------------ | ---------------------- | ---------------- |
| D            | 32°22′48″N 124°43′48″W | 22,67            |
| Q            | 29°10′48″N 131°26′24″W | 100,63           |